# 雅琪
雅琪為常見人名，通常用於女性（極少數會用於男性），其可以是：
- 徐雅琪，台灣女性電視製作人、廣播主持人
- 賴雅琪，台灣女演員
- 雅琪·潘嘉比，英國女演員
- 朱雅琪，台灣女童星
- 雅琪·格羅伊能，荷蘭女子足球運動員
- 孔雅琪，中國女子游泳運動員
- 支雅琪，中國男子足球運動員